# Gotthold Bäßler

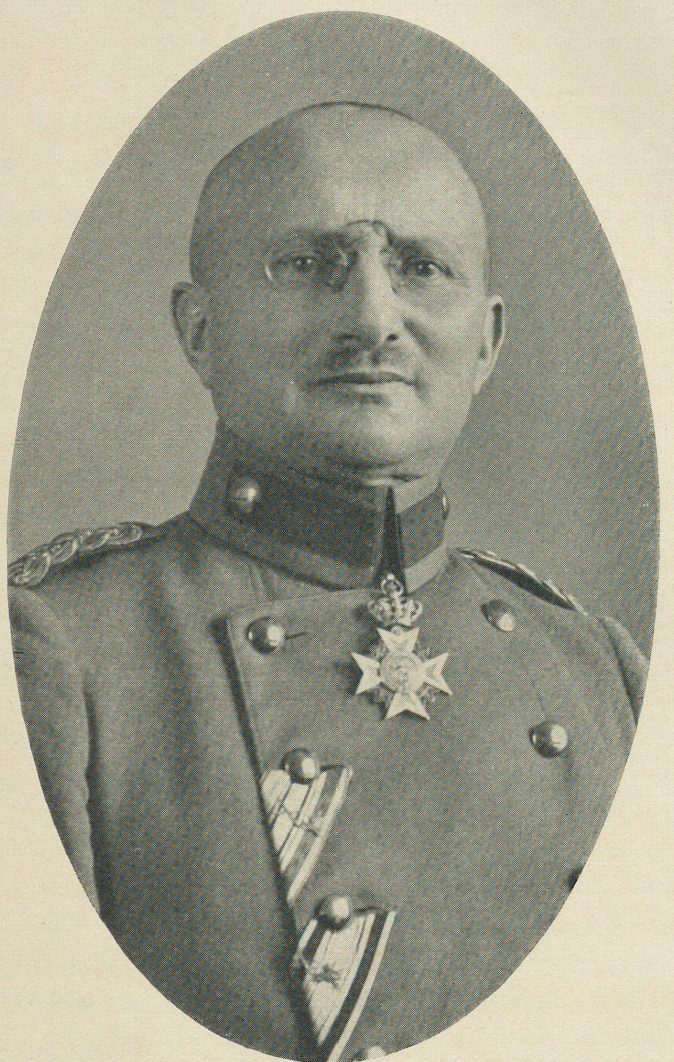
Gotthold Bäßler

Hermann Gotthold Bäßler (* 31. Mai 1872 in Hubertusburg; † unbekannt) war ein sächsischer Offizier, Kommandeur des Militär-St.-Heinrichs-Ordens und Oberarchivrat.

## Leben
Gotthold Bäßler trat am 1. April 1891 als Fähnrich in das Feldartillerie-Regiment Nr. 28 unter dem Oberst Adolf von Rabenhorst ein. Er avancierte am 21. Juni 1892 zum Leutnant im Regiment und durchlief in den folgenden Jahren eine typische militärische Laufbahn. Am 23. September 1905 erfolgte seine Beförderung zum Hauptmann. Er wurde die folgenden Jahre in verschiedenen Eigenschaften verwendet und wirkte 1914 als etatsmäßiger Stabsoffizier beim 5. Feldartillerie-Regiment Nr. 64. Bei einer Veranstaltung des Bezirkskommando Torgau im Juli 1914 hielt er einen Vortrag über die Schlacht bei Kulm.
Nach Ausbruch des Ersten Weltkrieges rückte er mit seinem Verband an die Front. Er wurde im Februar 1917 als Nachfolger von Oberst Ernst Blochmann zum zweiten Kommandeur des Reserve-Feldartillerie-Regiments Nr. 24 ernannt und blieb bis Kriegsende in dieser Eigenschaft. Er nahm im April 1917 an der Doppelschlacht Aisne-Champagne teil und konnte sich deutlich auszeichnen; am 16. April überlebte er die Zerstörung seiner Befehlsstelle durch eine schwere Granate. Am 25. Mai des Jahres wurde er deshalb mit dem Ritterkreuz des Militär-St.-Heinrichs-Ordens ausgezeichnet. In späterer Zeit nahm er auch an den Kämpfen um Verdun teil. Im Oktober 1918 diente er zudem als stellvertretender Artilleriekommandeur der 8. Königlich Bayerischen Reserve-Division und nahm an den Kämpfen um Reims teil. Einige Tage später konnte er unter heftigem Feuer den beweglichen Batterien der Brigadereserve persönlich Anweisungen geben. Er wurde deshalb am 6. November 1918 mit dem Kommandeurkreuz II. Klasse des Militär-St.-Heinrichs-Ordens ausgezeichnet. Er wurde nachfolgend Garnisonsältester von Pirna und Kommandeur der Abwicklungsstelle des Feldartillerie-Regiment 64. Am 1. Oktober 1919 wurde er in die Kriegsgeschichtliche Abteilung des Großen Generalstab in Berlin versetzt.
In der Nachkriegszeit wurde er Archivar und 1920 mit dem Titel eines Oberarchivrat ausgezeichnet. 1924 wurde er als Nachfolger von Geheimrat von Seckendorff zum Leiter des Reichsarchiv-Zweigstelle Dresden ernannt. 1928 war er immer noch Oberarchivrat des Reichsarchiv. Sein Wohnsitz in Potsdam war in der Viktoriastraße 70. Er diente zuletzt als Direktor des Heeresarchiv in Dresden und trat 1937 in den Ruhestand.